# TER Hauts-de-France

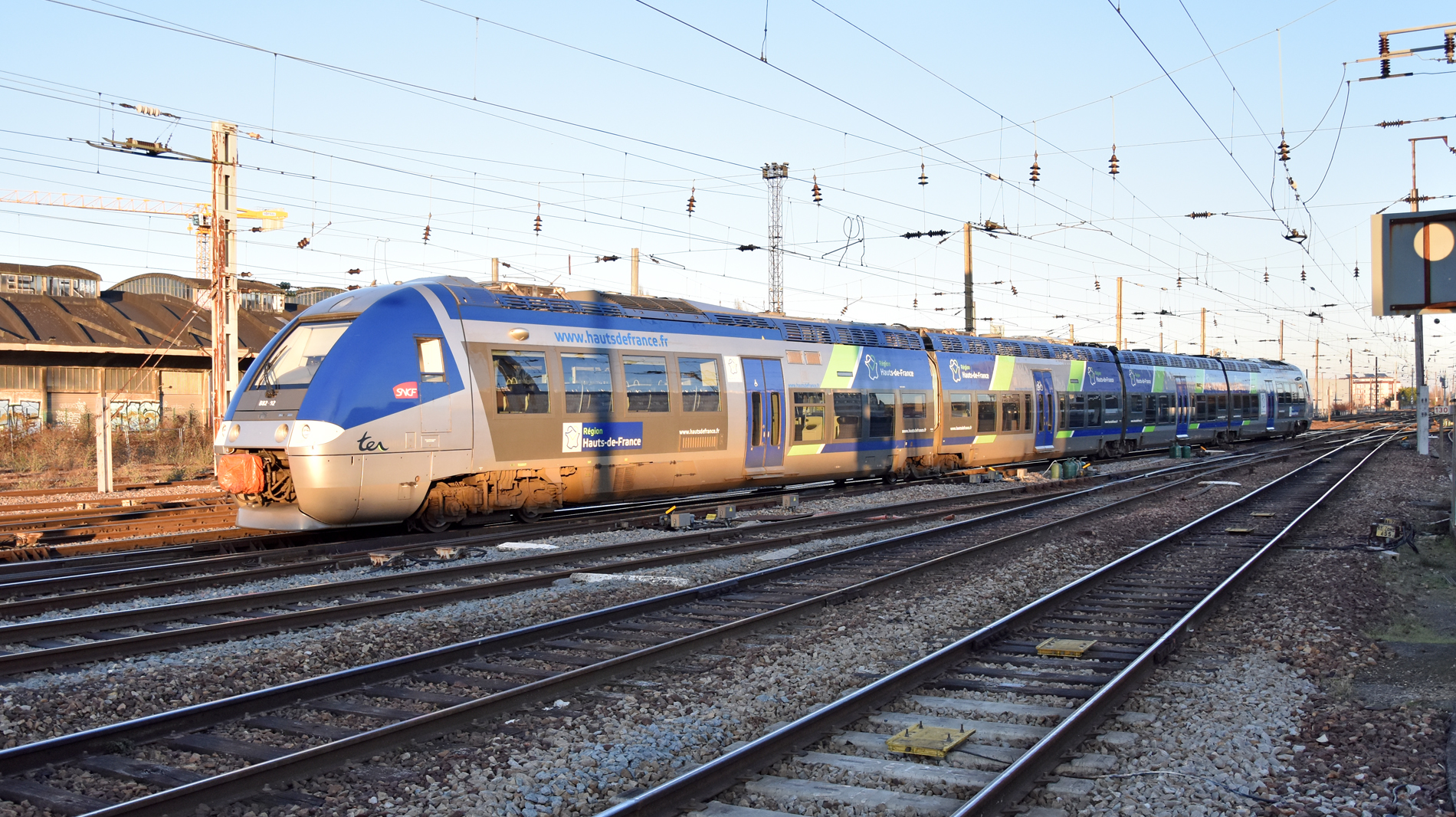
Logo en kleuren van Hauts-de-France TER treinen

TER Hauts-de-France is het regionale openbaar-vervoersnetwerk van de Franse regio Hauts-de-France.
In Frankrijk hebben de regio's grote bevoegdheden en geld gekregen om hun regionaal openbaar vervoersnetwerk TER (Transport Express Régional) te beheren. De regio's zijn de opdrachtgever voor de regionale bus- en treindiensten. Voor de treindiensten sluiten ze contracten met de nationale spoormaatschappij SNCF af. De regio investeert in zijn eigen treinmaterieel en verbeteringen aan de spoorweginfrastructuur. Het treinmaterieel van de regio is herkenbaar door de regiologo's en eigen kleurstijl.

## Fusie en overgang
De fusie van de vroegere regio's Nord-Pas-de-Calais en Picardië  tot de regio Hauts-de-France regio werd op 1 januari 2016 effectief. Na een overgangsfase fuseerden de openbaar-vervoersnetwerken TER Nord-Pas-de-Calais en TER Picardie op 28 augustus 2017. Aanvankelijk veranderde er op beide TER netwerken weinig. Geleidelijk aan verdwenen de oude regiologo's en eigen kleurstijl op de treinen. Ook de treindiensten bleven nagenoeg hetzelfde en de bestaande beheerscontracten met de SNCF werden overgenomen. Vanaf 1 januari 2019 werden de Intercités (langeafstandtreinen) Parijs – Amiens – Boulogne-sur-Mer en Parijs – Saint-Quentin – Maubeuge / Cambrai overgeheveld naar het regionaal TER Hauts-de-France netwerk. Veel TER treinen rijden nu door naar Parijs.

## Nieuw beheerscontract
Na twee jaar onderhandelen sloot de regio Hauts-de-France in oktober 2019, een nieuw contract met de Franse spoorwegen voor de periode 2019 – 2024. Vanaf 15 december 2019 wordt het TER netwerk grondig gewijzigd en wordt het aantal treinkilometers met 4% uitgebreid. Vanaf 2023 zal 20% van de TER treinen openstaan voor concurrentie met concessies. Voor het eerste jaar (2020) zijn er gedurende weekdagen 9% meer treinen en 49% meer TERGV (TER treindiensten op de hogesnelheidslijnen). Per dag zijn er 25 000 meer zitplaatsen. De treindiensten zijn gegroepeerd in vier verschillende soort treindiensten:
- KRONO: Snelle directe treinen tussen de steden en grote plaatsen
- KRONO+ GV: Snelle directe treinen die geheel of gedeeltelijk de hogesnelheidslijn gebruiken
- CITI: Voorstadstreinen in de meer stedelijke omgeving
- PROXI: Lokale treinen die de steden verbinding geven met het platteland.

Sommige trajecten zijn vervangen door buslijnen die rechtstreeks door de regionale overheid worden gesubsidieerd en worden daarom niet meer tot het TER netwerk gerekend. Bijvoorbeeld:
- Saint-Pol-sur-Ternoise - Hesdin - Montreuil-sur-Mer - Étaples-Le Touquet
- Saint-Pol-sur-Ternoise - Béthune
- Le Tréport - Eu - Abbeville

Andere lijnen maken wel deel uit van het TER netwerk maar worden enkel door bussen bediend. Op deze lijnen werden de meeste diensten al uitgevoerd door bussen.
- Rijsel - Komen (PROXI P83)
- Ascq - Orchies (PROXI P82)

## Rollend materieel
- Regio 2N: Z 55500 XL, 10 wagens, 721 zitplaatsen, 3x3 fietsplaatsen, verbindingen Parijs – Creil – Amiens en Parijs – Compiègne.
- TER 2N NG: Z 24500, 3 wagens, 334 zitplaatsen, 5+6 fietsplaatsen

Op 28 mei 2021 bestond het rollend materieel van de regio uit 309 eenheden. Deze vloot wordt beheerd door een Supervision technique de flotte (STF), de STF SHF (met vestigingen Calais, Lens, Lille, Longueau, Amiens, Tergnier en Le Landy).
| Familie   | Serie    | STF SHF (ex- STF SNP ) | STF SHF (ex- STF SPI ) | Totaal |
| --------- | -------- | ---------------------- | ---------------------- | ------ |
|           | BB-15000 | 0                      | 11                     | 11     |
|           | BB-22200 | 21                     | 19                     | 40     |
|           | V2N      | 0                      | 9                      | 9      |
|           | VR 2N    | 10                     | 0                      | 10     |
| X TER     | X72500   | 0                      | 4 GBE                  | 4      |
| AGC/XGC   | B82500   | 30                     | 16                     | 46     |
| AGC/XGC   | X 76500  | 0                      | 34                     | 34     |
| TER 2N    | Z 23500  | 33                     | 0                      | 33     |
| TER 2N NG | Z 24500  | 47                     | 0                      | 47     |
| TER 2N NG | Z 26500  | 0                      | 23                     | 23     |
| Regiolis  | B84500   | 0                      | 27                     | 27     |
| Regio 2N  | Z 55500  | 18 (M)                 | 7 (XL)                 | 25     |

## Verbindingen met België

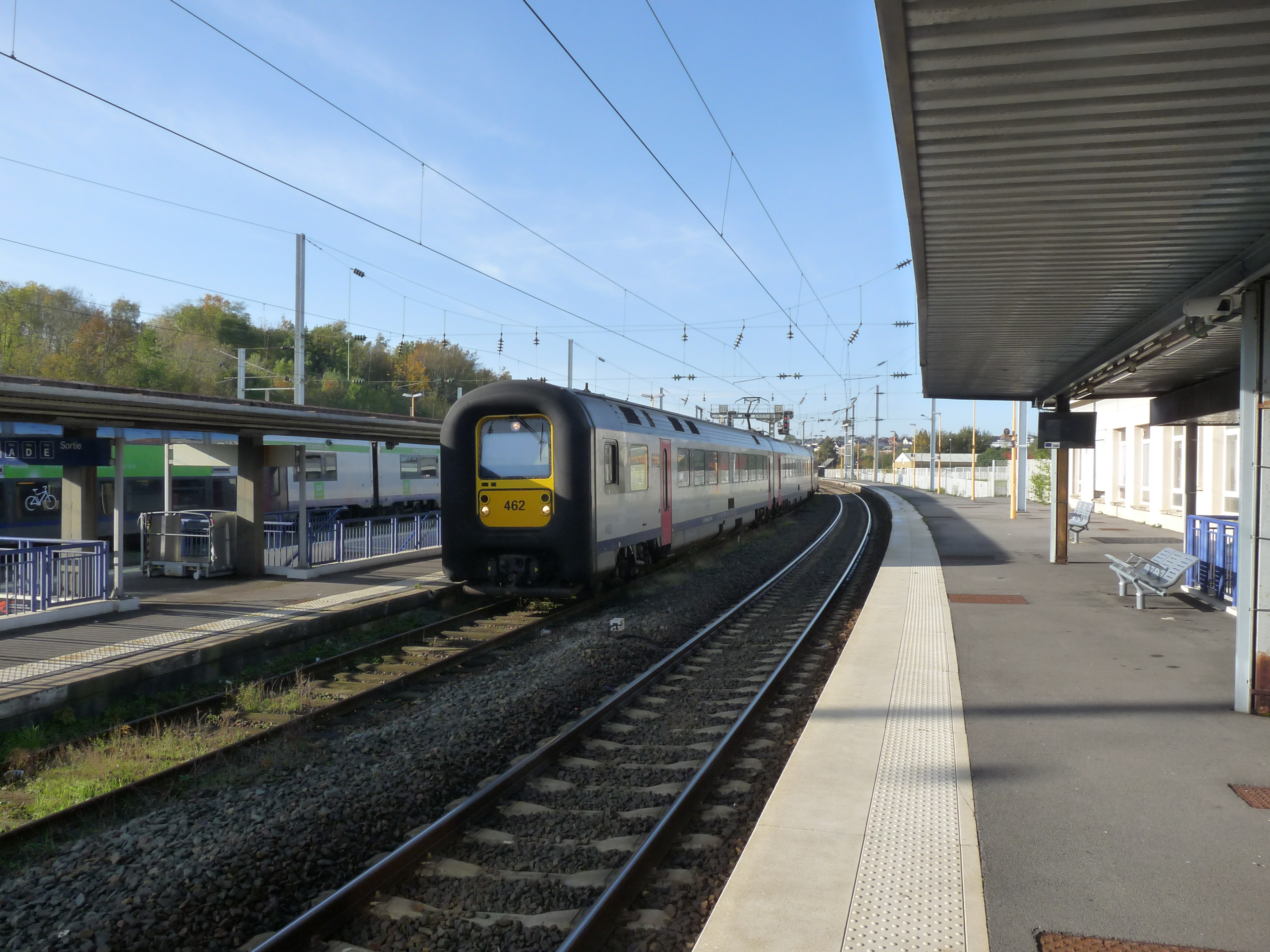
Belgische trein in Maubeuge

De treinverbindingen met België worden gereden door de NMBS met tweespanning treinmaterieel en Belgisch treinpersoneel. Deze treindiensten maken deel uit van het TER netwerk. De KRONO K80 treindienst Rijsel - Kortrijk en de PROXI P81 treindienst Rijsel - Doornik rijden verder door in België.
Er rijden opnieuw treinen tussen Maubeuge en Charleroi (S63 (NMBS), K82). Deze sluiten aan op TER-treinen uit Parijs.